# Richard Söhn-Skuwa
Richard Söhn-Skuwa (* 2. März 1887 in München; † 14. September 1955 ebenda) war ein deutscher Porträt-, Figuren- und Landschaftsmaler.

## Leben
Söhn-Skuwa war ein Sohn des Porträt- und Genremalers Carl Söhn. Außer bei seinem Vater war er Schüler von Angelo Jank. Nach einem Architekturstudium absolvierte er das Diplom- und Staatsexamen. Er lebte als Kunstmaler in München und war 1939 auf der Großen Deutschen Kunstausstellung vertreten. Seine Enkelin ist die Münchner Ballettpädagogin Korinna Söhn.